# Chem Campbell
Chem Campbell (sinh ngày 30 tháng 12 năm 2002) là một cầu thủ bóng đá người xứ Wales hiện đang thi đấu cho Wolverhampton Wanderers.

## Sự nghiệp

### Wolverhampton Wanderers
Campbell có trận ra mắt chính thức trong màu áo Wolverhampton Wanderers, vào ngày 30 tháng 10 năm 2019 trong thất bại 1-2 trước Aston Villa ở EFL Cup.
Campbell có trận ra mắt ở giải bóng đá Ngoại hạng Anh khi được thay vào sân ở hiệp 2 trong thất bại 0-1 trước Newcastle United vào ngày 8 tháng 4 năm 2022.